# Saison 5 des Simpson
Vous lisez un « bon article » labellisé en 2011.
Chronologie
Saison 4 Saison 6
La cinquième saison des Simpson est diffusée pour la première fois aux États-Unis par la Fox entre le 30 septembre 1993 et le 19 mai 1994. En France, elle est diffusée du 3 septembre 1994 au 4 février 1995 sur Canal+. Elle est rediffusée sur Canal+ en juillet 1995 puis depuis avril 2006 sur W9 puis 6ter et Série Club. En Belgique, et au Luxembourg, elle a été diffusée de juillet à décembre 1994 sur RTL-TVI et RTL TV puis du 6 juin au 9 août 1995 sur Club RTL. Le show runner de cette saison est David Mirkin qui a été le producteur exécutif de 20 épisodes. La saison contient également certains des épisodes les plus appréciés de la série par la critique, notamment Lac Terreur et Rosebud. Elle contient également le centième épisode de la série, Un ennemi très cher.
La saison 5 marque également un tournant pour la série puisque l'équipe de scénaristes originale a en grande partie quitté le programme à la fin de la saison 4. Un autre scénariste, Conan O'Brien, a quitté la série en cours de saison pour animer sa propre émission.
La saison a été nommée pour deux Emmy Awards et a remporté un Annie Award pour le meilleur programme télévisé ainsi qu'un Environmental Media Award et un Genesis Award. Le coffret DVD de la saison est sorti en région 1 le 21 décembre 2004, en région 2 le 21 mars 2005, et en région 4 le 23 mars 2005.

## Production

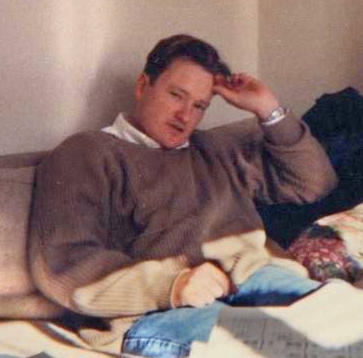
Conan O'Brien a quitté l'équipe des auteurs de la série au milieu de la saison.

Cette saison est la première dont la production exécutive est prise en charge par David Mirkin, qui s'est également chargé de la suivante. Certains des auteurs originaux de la série qui travaillaient sur Les Simpson depuis la première saison sont partis après avoir terminé la saison quatre. Lac Terreur, qui était le dernier épisode produit par « l'équipe originale », est diffusé dans la saison cinq comme épisode de réserve. Jay Kogen, Wallace Wolodarsky, Sam Simon et Jeff Martin ont écrit leurs derniers épisodes durant la saison quatre. Les show runners Al Jean et Mike Reiss sont partis s'occuper de leur propre série, Profession : critique mais sont revenus les saisons suivantes pour produire de nouveaux épisodes, et Jean est redevenu show runner à partir de la saison 13. George Meyer et John Swartzwelder, Conan O'Brien, Frank Mula et les futurs show runners Bill Oakley et Josh Weinstein ont continué à écrire les épisodes de la série. O'Brien a finalement quitté la série au cours de la production de la saison pour animer sa propre émission, Late Night with Conan O'Brien. Il travaillait sur l'épisode Homer va à la fac quand il a appris qu'il était choisi pour animer Late Night et a dû mettre fin à son contrat. Il fait par la suite un caméo dans Bart devient célèbre. Il a enregistré son texte peu après le début de la diffusion de Late Night, mais O'Brien pensait que l'émission aurait été retirée de l'antenne lorsque l'épisode serait diffusé.
Un tout nouvel ensemble de scénaristes a été engagé pour la saison. Jace Richdale a été le premier à être engagé par Mirkin et les autres à avoir écrit pour la première fois sont Greg Daniels et Dan McGrath. Mike Scully est l'auteur de La Rivale de Lisa, produit pour cette saison mais diffusé durant la suivante. Deux auteurs indépendants ont écrit des épisodes de la saison : David Richardson a écrit Homer aime Flanders tandis que Bill Canterbury est crédité pour deux épisodes. Bob Anderson et Susie Dietter, qui avaient jusqu'ici travaillé sur la série en tant qu'animateurs, ont dirigé leurs premiers,.

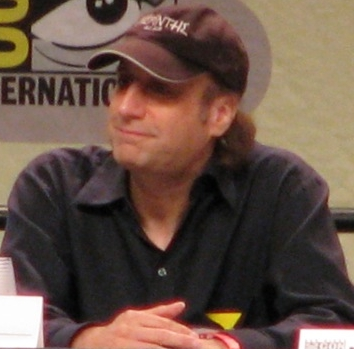
David Mirkin est le show runner de cette saison.

La saison a débuté avec la diffusion de l'épisode Le Quatuor d'Homer, choisi car George Harrison y apparaît. Les dirigeants de la Fox voulaient débuter par Homer va à la fac car il s'agit d'une parodie du film Animal House, mais les auteurs ont pensé que Le Quatuor d'Homer serait un meilleur choix grâce à la prestation de Harrison. Bien que l'épisode ait été diffusé au début de la cinquième saison, Lac Terreur est le dernier épisode à avoir été écrit par l'équipe d'auteurs originale et fait apparaître Kelsey Grammer dans le rôle de Tahiti Bob. Comparé aux épisodes précédents, l'épisode fait apparaître certains éléments que l'on peut qualifier de cartoonesques. Ceci est dû au fait que l'équipe était peu soucieuse à la fin de la saison puisque la plupart des scénaristes quittaient la série qui, combiné avec la faible durée de l'épisode, a conduit à la création de la séquence des râteaux, qui est devenue un moment mémorable de l'épisode. Lac Terreur et Rosebud ont tous deux été diffusés au début de la saison et font partie des épisodes les plus appréciés de la série, tous deux étant en bonne position dans le classement des meilleurs 25 épisodes du magazine Entertainment Weekly.
L'épisode Homer dans l'espace est le seul à avoir été écrit par David Mirkin et a prêté à controverse au sein de l'équipe d'auteurs de la série durant sa production. Certains auteurs pensaient qu'envoyer Homer dans l'espace était une idée trop « large ». Matt Groening a pensé que l'idée était si vaste qu'elle ne donnait « nulle part où aller » aux auteurs. De fait, tous les aspects du programme ont été travaillés pour que le concept fonctionne. Les auteurs ont focalisé l'histoire sur la relation entre Homer et sa famille et sa volonté de devenir un héros. Un ennemi très cher est le centième épisode de la série. Il a été choisi car il parle beaucoup de Bart et a été annoncé comme « la plus grande farce jamais faite par Bart », bien que Bart n'y fasse en réalité pas de farce ; en revanche, Bart laisse accidentellement divaguer son chien dans l'école, ce qui conduit au renvoi du principal Skinner. Cletus Spuckler et le riche Texan sont les deux seuls personnages majeurs à être introduits dans la série, apparaissant pour la première fois respectivement dans Mon pote l'éléphant, et L'Enfer du Jeu. Parmi les autres personnages mineurs qui apparaissent pour la première fois cette saison se trouvent Luigi et Bébé Gerald. Deux autres épisodes, Bart des ténèbres et La Rivale de Lisa ont été produits pour la saison cinq (1F), mais ont tous deux été diffusés la saison suivante.

## Réception

### Récompenses
La saison 5 des Simpson contient deux épisodes présents en tête du classement des 25 meilleurs épisodes de la série par le magazine Entertainment Weekly : Lac Terreur et Rosebud. Les Simpson ont également remporté un Annie Award pour la Meilleure Émission de Télévision Animée, tandis que David Silverman a reçu une nomination pour la « meilleure participation individuelle pour la supervision créative dans le cadre de l'animation ». Mon pote l'éléphant a remporté un Environmental Media Award pour le « meilleur épisode de comédie télévisé » et un Genesis Award pour la « meilleure série télévisée comique, ».
Lors des Primetime Emmy Awards, Alf Clausen et Greg Daniels ont été nommés dans la catégorie « Meilleure prestation individuelle dans le domaine de la musique et des chansons » pour la chanson Who Needs The Kwik-E-Mart? de l'épisode Le Blues d'Apu. Clausen a aussi été nommé pour le « Meilleur accomplissement individuel dans la composition de la musique d'une série (tonalité dramatique) » pour l'épisode Lac Terreur. Les producteurs ont également proposé des épisodes dans la catégorie « Meilleure série comique » plutôt que dans la catégorie « Meilleur programme animé » comme ils l'avaient fait auparavant sans être nommés,. La série a aussi été nommée pour le Saturn Award de la « Meilleure série télévisée ».

### Audiences
Comme pour les trois saisons précédentes, Les Simpson sont diffusés le jeudi à 20 h aux États-Unis et sont suivis par la série The Sinbad Show. Le Quatuor d'Homer, premier épisode de la saison, est arrivé en trentième position des audiences de la semaine avec un indice Nielsen de 12,7. Simpson Horror Show IV, diffusé le 28 octobre, atteint le record d'audience de la saison et arrive 17e avec un indice Nielsen de 14,5 et est arrivé neuvième en termes de spectateurs, au nombre d'environ 24 millions. Les Secrets d'un mariage réussi, dernier épisode de la série, est diffusé durant la semaine du 16 au 22 mai 1994 et arrive 43e avec un indice Nielsen de 9,8.

## Épisodes
| № | #  | Titre                                                                    | Réalisation     | Scénario                                                                                 | Première diffusion                 | Code de prod. | Audience (en millions) |
| --- | -- | ------------------------------------------------------------------------ | --------------- | ---------------------------------------------------------------------------------------- | ---------------------------------- | ------------- | ---------------------- |
| 82 | 1  | Le Quatuor d'Homer (Homer chante en harmonie) Homer's Barbershop Quartet | Mark Kirkland   | Jeff Martin                                                                              | 30 septembre 1993 3 septembre 1994 | 9F21          | 19,9                   |
| Homer raconte à sa famille comment, quelques années auparavant, il était membre d'un quatuor de musique vocale, comment il a atteint le succès, et comment le groupe s'est séparé. L'histoire du groupe est fortement inspirée de celle des Beatles… |    |                                                                          |                 |                                                                                          |                                    |               |                        |
| 83 | 2  | Lac Terreur (Le cap de la peur) Cape Fear                                | Rich Moore      | Jon Vitti                                                                                | 7 octobre 1993 10 septembre 1994   | 9F22          | 20,0                   |
| Des lettres de menaces de mort sont envoyées à Bart. Ayant découvert que Tahiti Bob vient de sortir de prison, la famille est prise en charge par un programme de protection du FBI et part habiter sur un bateau au lac Terreur. Bob les retrouve et tente de tuer Bart, mais celui-ci réussit à gagner du temps et à faire arrêter son ennemi… |    |                                                                          |                 |                                                                                          |                                    |               |                        |
| 84 | 3  | Homer va à la fac (Homer à la fac) Homer Goes to College                 | Jim Reardon     | Conan O'Brien                                                                            | 14 octobre 1993 24 septembre 1994  | 1F02          | 18,1                   |
| À la suite d'un exercice de sécurité raté, Homer doit suivre des études de physique nucléaire pour retrouver son emploi. Il pense pouvoir faire la fête à la faculté, et ses résultats sont déplorables. Cependant, l'aide de trois geeks lui permet de modifier sa note et d'obtenir son diplôme… |    |                                                                          |                 |                                                                                          |                                    |               |                        |
| 85 | 4  | Rosebud (Bobo) Rosebud                                                   | Wesley Archer   | John Swartzwelder                                                                        | 21 octobre 1993 17 septembre 1994  | 1F01          | 19,5                   |
| Depuis de nombreuses années, M. Burns se languit de son ours en peluche Bobo, perdu dans son enfance. L'apparition de l'ours entre les mains de Maggie Simpson pousse son père à un dilemme : doit-il vendre la peluche pour une somme considérable au détriment du bonheur. Après plusieurs tentatives de vol de l'ours par le milliardaire, Maggie, apitoyée, le lui laisse… |    |                                                                          |                 |                                                                                          |                                    |               |                        |
| 86 | 5  | Simpson Horror Show IV (Spécial Halloween IV) Treehouse of Horror IV     | David Silverman | Conan O'Brien, Bill Oakley, Josh Weinstein, Greg Daniels, Dan McGrath et Bill Canterbury | 28 octobre 1993 8 octobre 1994     | 1F04          | 24,0                   |
| Cet épisode est divisé en trois histoires. Dans la première, Homer vend son âme au diable (incarné par Ned Flanders) contre un donut, puis se retrouve au centre d'un procès pour déterminer qui possède réellement l'âme. Dans la deuxième partie, Bart est poursuivi par des gremlins. Dans la troisième, la famille se rend compte que Bart est un vampire et se lance à la poursuite du maître des vampires… |    |                                                                          |                 |                                                                                          |                                    |               |                        |
| 87 | 6  | Marge en cavale Marge on the Lam                                         | Mark Kirkland   | Bill Canterbury                                                                          | 4 novembre 1993 1er octobre 1994   | 1F03          | 21,7                   |
| Marge se sent délaissée par son mari qui n'a pas pu l'accompagner à un ballet. Elle trouve du réconfort auprès de sa voisine Ruth Powers. Lors d'une virée, Marge découvre que son amie est en cavale et que la voiture a été volée. De plus, Homer, raccompagné par le chef Wiggum, aperçoit sa femme dans la voiture et la prend en chasse. S'ensuit une poursuite parodiant le film Thelma et Louise… |    |                                                                          |                 |                                                                                          |                                    |               |                        |
| 88 | 7  | Bart enfant modèle Bart's Inner Child                                    | Bob Anderson    | George Meyer                                                                             | 11 novembre 1993 15 octobre 1994   | 1F05          | 18,7                   |
| Homer achète un trampoline dans le but de créer son propre parc d'attractions. Celui-ci a cependant un défaut et blesse les enfants qui l'utilisent. Après s'être fait sermonner par Marge, Homer la pousse à suivre une thérapie pour être plus tolérante. Celle-ci est un succès, et les parents Simpson décident d'essayer de faire suivre à Bart une thérapie avec le même psychologue pour le rendre plus sage. Finalement, le psychologue lui-même est séduit par la faculté de Bart à exprimer ses pulsions destructrices, et pousse les autres habitants de Springfield à faire de même. La population se lance finalement dans de gigantesques émeutes… |    |                                                                          |                 |                                                                                          |                                    |               |                        |
| 89 | 8  | Scout un jour, scout toujours Boy Scoutz N the Hood                      | Jeffrey Lynch   | Dan McGrath                                                                              | 18 novembre 1993 22 octobre 1994   | 1F06          | 20,1                   |
| Bart et Milhouse récupèrent un billet de 20 dollars et l'utilisent pour acheter une boisson très concentrée en sucre, qui les fait s'évanouir. À son réveil, Bart se rend compte qu'il s'est engagé dans un camp scout dirigé par Ned Flanders. Lors d'une sortie père-fils en canoë, Homer, Bart, Ned et son fils Todd se perdent en mer. Ils sont finalement sauvés par la présence d'un Krusty Burger sur une plate-forme pétrolière… |    |                                                                          |                 |                                                                                          |                                    |               |                        |
| 90 | 9  | La Dernière Tentation d'Homer The Last Temptation of Homer               | Carlos Baeza    | Frank Mula                                                                               | 9 décembre 1993 29 octobre 1994    | 1F07          | 20,6                   |
| À la centrale nucléaire de Springfield, une employée est engagée. Elle se révèle être l'alter-ego féminin d'Homer, qui fait tout son possible pour l'ignorer. Tous deux se retrouvent sélectionnés pour représenter la centrale à un congrès, et dorment dans le même hôtel. Homer hésite donc à tromper son épouse, mais décide finalement d'appeler Marge qui le rejoint à l'hôtel… |    |                                                                          |                 |                                                                                          |                                    |               |                        |
| 91 | 10 | L'Enfer du jeu $pringfield                                               | Wesley Archer   | Bill Oakley et Josh Weinstein                                                            | 16 décembre 1993 12 novembre 1994  | 1F08          | 17,9                   |
| M. Burns et le maire Quimby ouvrent un casino, et Marge devient dépendante au jeu. Homer doit donc la remplacer auprès de Lisa. Marge renonce finalement à sa passion devant la tristesse de sa fille. Bart, qui a quant à lui fondé un casino clandestin dans sa cabane, fait faillite… |    |                                                                          |                 |                                                                                          |                                    |               |                        |
| 92 | 11 | Erreur sur la ville Homer the Vigilante                                  | Jim Reardon     | John Swartzwelder                                                                        | 6 janvier 1994 19 novembre 1994    | 1F09          | 20,1                   |
| Un cambrioleur s'introduit chez les habitants de Springfield et leur dérobe des objets de valeur. Face au désespoir de Lisa dont le saxophone a disparu, Homer forme un groupe d'autodéfense qui parvient finalement à arrêter le voleur, pensionnaire de la maison de retraite. Celui-ci réussit finalement à s'échapper après avoir révélé à la population l'emplacement d'un trésor fictif… |    |                                                                          |                 |                                                                                          |                                    |               |                        |
| 93 | 12 | Bart devient célèbre Bart Gets Famous                                    | Susie Dietter   | John Swartzwelder                                                                        | 3 février 1994 3 décembre 1994     | 1F11          | 20,0                   |
| Après avoir faussé compagnie aux accompagnateurs d'un voyage scolaire, Bart se retrouve involontairement sur le plateau de l'émission de Krusty et fait rater une prise. Cependant, sa prestation est très appréciée, et il devient l'assistant du clown avec sa célèbre phrase : « J'ai rien fait ! » Finalement, désireux de devenir célèbre pour autre chose que cette phrase, Bart tente de modifier sa prestation, mais le public ne suit pas, et il est prié de quitter l'émission… |    |                                                                          |                 |                                                                                          |                                    |               |                        |
| 94 | 13 | Le Blues d'Apu Homer and Apu                                             | Mark Kirkland   | Greg Daniels                                                                             | 10 février 1994 26 novembre 1994   | 1F10          | 21,8                   |
| Apu est renvoyé du Mini-Marché pour avoir vendu de la viande avariée à Homer Simpson, et se met à son service pour s'excuser. Face à la tristesse du gérant, Homer décide de l'accompagner dans l'Himalaya pour rencontrer le grand patron de la chaîne, mais le voyage est un échec. Finalement, Apu récupère son travail à la suite de la démission de son remplaçant, l'acteur James Woods… |    |                                                                          |                 |                                                                                          |                                    |               |                        |
| 95 | 14 | Lisa s'en va-t-en guerre Lisa vs. Malibu Stacy                           | Jeffrey Lynch   | Bill Oakley et Josh Weinstein                                                            | 17 février 1994 10 décembre 1994   | 1F12          | 20,5                   |
| Lisa découvre la nouvelle poupée Malibu Stacy, qui parle. Elle est atterrée par les phrases prononcées par la poupée, qui sont des propos dévalorisant les femmes. Elle se rend auprès de la créatrice de la poupée qui accepte de concevoir un jouet à l'idée de Lisa. Cependant, elle ne connait pas le succès de sa concurrente… |    |                                                                          |                 |                                                                                          |                                    |               |                        |
| 96 | 15 | Homer dans l'espace Deep Space Homer                                     | Carlos Baeza    | David Mirkin                                                                             | 24 février 1994 17 décembre 1994   | 1F13          | 18,2                   |
| Homer gagne un voyage dans l'espace en compagnie de Buzz Aldrin. Il met rapidement la mission en péril mais sauve finalement la navette en en réparant la porte. C'est cependant la barre de carbone qu'il a utilisée pour ce faire qui est adulée après le retour sur Terre de la navette… |    |                                                                          |                 |                                                                                          |                                    |               |                        |
| 97 | 16 | Homer aime Flanders Homer Loves Flanders                                 | Wesley Archer   | David Richardson                                                                         | 17 mars 1994 24 décembre 1994      | 1F14          | 18,0                   |
| Homer participe à un jeu dont le premier prix est le gain de deux billets pour aller voir un match de football. Ned gagne le premier prix et Homer est obligé de voir le match avec lui. Mais il finit par considérer son voisin, qu'il a toujours jalousé ou détesté, comme son meilleur ami… |    |                                                                          |                 |                                                                                          |                                    |               |                        |
| 98 | 17 | Mon pote l'éléphant Bart Gets an Elephant                                | Jim Reardon     | John Swartzwelder                                                                        | 31 mars 1994 7 janvier 1995        | 1F15          | 17,0                   |
| Bart gagne un éléphant lors d'un jeu à la radio. S'en occuper coûte cher, et la famille doit s'en débarrasser. Homer compte le vendre à un trafiquant d'ivoire. Pour le sauver, Bart fugue avec lui. L'éléphant est finalement confié à un zoo… |    |                                                                          |                 |                                                                                          |                                    |               |                        |
| 99 | 18 | L'Héritier de Burns Burns' Heir                                          | Mark Kirkland   | Jace Richdale                                                                            | 14 avril 1994 14 janvier 1995      | 1F16          | 14,7                   |
| Mr Burns ayant manqué de mourir, il se met en quête d'un héritier et fait passer des auditions. Bart y participe, est refusé, et se venge, ce qui pousse Burns à l'adopter. Le vieil homme tente ensuite de forger son héritier à son image et de lui faire oublier sa famille… |    |                                                                          |                 |                                                                                          |                                    |               |                        |
| 100 | 19 | Un ennemi très cher Sweet Seymour Skinner's Baadasssss Song              | Bob Anderson    | Bill Oakley et Josh Weinstein                                                            | 28 avril 1994 21 janvier 1995      | 1F18          | 19,7                   |
| Le principal Skinner est démis de ses fonctions et remplacé par Ned Flanders à la suite d'une bêtise de Bart. Tous deux deviennent finalement amis, étant nostalgiques de leurs luttes passées. Ils s'allient finalement pour faire revenir Skinner à son poste en faisant chasser Flanders… |    |                                                                          |                 |                                                                                          |                                    |               |                        |
| 101 | 20 | Le Garçon qui en savait trop The Boy Who Knew Too Much                   | Jeffrey Lynch   | John Swartzwelder                                                                        | 5 mai 1994 28 janvier 1995         | 1F19          | 15,5                   |
| En séchant un cours, Bart est témoin de ce qui semble être une agression sur un serveur. Un homme est accusé injustement, et seul Bart peut l'innocenter. Il se trouve donc face à un dilemme : laisser accuser un innocent ou avouer qu'il a séché les cours et en subir les conséquences… |    |                                                                          |                 |                                                                                          |                                    |               |                        |
| 102 | 21 | L'Amoureux de Grand-Mère (L'Amant de Grand-Mère) Lady Bouvier's Lover    | Wesley Archer   | Bill Oakley et Josh Weinstein                                                            | 12 mai 1994 11 février 1995        | 1F21          | 15,1                   |
| Abraham Simpson tombe amoureux de la mère de Marge. Il doit rapidement faire face à la concurrence de M. Burns, qui réussit à la séduire et tente de l'épouser. Mme Bouvier décrète finalement qu'elle n'épousera aucun des deux, ce qui suffit à satisfaire Abraham… |    |                                                                          |                 |                                                                                          |                                    |               |                        |
| 103 | 22 | Les Secrets d'un mariage réussi Secrets of a Successful Marriage         | Carlos Baeza    | Greg Daniels                                                                             | 19 mai 1994 4 février 1995         | 1F20          | 15,6                   |
| Pour prouver qu'il n'est pas bête, Homer décide de donner des cours. Ceux-ci n'intéressent personne, sauf lorsqu'il parle de sa vie de couple avec Marge. Offusquée, celle-ci le chasse de la maison. Homer tente de reconquérir son cœur… |    |                                                                          |                 |                                                                                          |                                    |               |                        |

## Sortie DVD
Le coffret DVD de la saison 5 a été publié par 20th Century Studios Home Entertainment aux États-Unis et au Canada le 21 décembre 2004, soit dix ans après sa diffusion complète à la télévision. Le coffret contient des bonus, des scènes coupées, des animatiques, des commentaires pour chaque épisode, et bien plus encore. Les menus sont dans un format différent des saisons précédentes, utilisé pour chaque coffret suivant.
| L'intégrale de la saison 5 | | | |
| Détails, | Détails, | Détails, | Caractéristiques, |
| - 22 épisodes - 4 disques - Aspect ratio 1.33:1 - Langues : - Anglais (Dolby Digital 5.1, sous-titré) - Espagnol (Dolby Digital 2.0 Stereo, sous-titré) - Français (Dolby Digital 2.0 Stereo) | - 22 épisodes - 4 disques - Aspect ratio 1.33:1 - Langues : - Anglais (Dolby Digital 5.1, sous-titré) - Espagnol (Dolby Digital 2.0 Stereo, sous-titré) - Français (Dolby Digital 2.0 Stereo) | - 22 épisodes - 4 disques - Aspect ratio 1.33:1 - Langues : - Anglais (Dolby Digital 5.1, sous-titré) - Espagnol (Dolby Digital 2.0 Stereo, sous-titré) - Français (Dolby Digital 2.0 Stereo) | - Un mot de Matt Groening - Commentaires audio pour chaque épisode - Scènes coupées avec ou sans commentaires - Le Quatuor d'Homer - Lac Terreur - Homer va à la fac - Rosebud - Simpson Horror Show IV - La Dernière Tentation d'Homer - L'Enfer du jeu - Erreur sur la ville - Bart devient célèbre - Le Blues d'Apu - Homer aime Flanders - L'Héritier de Burns - Un ennemi très cher - Le Garçon qui en savait trop - Option linguistique - Un ennemi très cher - Tchéque - Polonais - Hongrois - Italien - Publicités - Commentaires illustrés - Retour en arrière avec James L. Brooks |
| Dates de sorties | | | - Un mot de Matt Groening - Commentaires audio pour chaque épisode - Scènes coupées avec ou sans commentaires - Le Quatuor d'Homer - Lac Terreur - Homer va à la fac - Rosebud - Simpson Horror Show IV - La Dernière Tentation d'Homer - L'Enfer du jeu - Erreur sur la ville - Bart devient célèbre - Le Blues d'Apu - Homer aime Flanders - L'Héritier de Burns - Un ennemi très cher - Le Garçon qui en savait trop - Option linguistique - Un ennemi très cher - Tchéque - Polonais - Hongrois - Italien - Publicités - Commentaires illustrés - Retour en arrière avec James L. Brooks |
| Région 1 | Région 2 | Région 4 | - Un mot de Matt Groening - Commentaires audio pour chaque épisode - Scènes coupées avec ou sans commentaires - Le Quatuor d'Homer - Lac Terreur - Homer va à la fac - Rosebud - Simpson Horror Show IV - La Dernière Tentation d'Homer - L'Enfer du jeu - Erreur sur la ville - Bart devient célèbre - Le Blues d'Apu - Homer aime Flanders - L'Héritier de Burns - Un ennemi très cher - Le Garçon qui en savait trop - Option linguistique - Un ennemi très cher - Tchéque - Polonais - Hongrois - Italien - Publicités - Commentaires illustrés - Retour en arrière avec James L. Brooks |
| 21 décembre 2004 | 21 mars 2005 | 23 mars 2005 | - Un mot de Matt Groening - Commentaires audio pour chaque épisode - Scènes coupées avec ou sans commentaires - Le Quatuor d'Homer - Lac Terreur - Homer va à la fac - Rosebud - Simpson Horror Show IV - La Dernière Tentation d'Homer - L'Enfer du jeu - Erreur sur la ville - Bart devient célèbre - Le Blues d'Apu - Homer aime Flanders - L'Héritier de Burns - Un ennemi très cher - Le Garçon qui en savait trop - Option linguistique - Un ennemi très cher - Tchéque - Polonais - Hongrois - Italien - Publicités - Commentaires illustrés - Retour en arrière avec James L. Brooks |